# Мысово-Челнинская волость
Мысово-Челнинская волость, Мысовочелнинская волость, Челнинская волость (тат. چاللىٰ ۋولىٰسىٰ, Callь vulьsь, Чаллы вулысы) — административно-территориальная единица в составе Уфимской губернии (до 1920 года), Мензелинского кантона (1920—1921), Челнинского кантона (1921—1930). Существовала с 1860-х годов по 1930 год. Ныне территория города Набережные Челны и Тукаевского района Республики Татарстан Российской Федерации. Волостной центр — село Красные Челны (ныне территория города города Набережные Челны).

## История
Образована волость в 1860-е годы в Уфимской губернии Российской Империи.
27 мая 1920 года постановлением ВЦИК и Совнаркома РСФСР Мензелинский уезд Уфимской губернии был включён в состав образованной Татарской Советской Республики.
В 1920 года Мысово-Челнинская волость вошла в состав Мензелинского кантона, а с 1921 года перешла в образованный Челнинский кантон ТАССР. В 1924 году укрупнена, к волости были присоедиены Мелексесская волость без селений, отошедших Афанасовской волости, Макарьевская волость без селений, отошедших Кузкеевской волости и селения Александровка, Князево, Елизваетино Останковской волости.
На 1930 год состояла из 22 сельсоветов (Азьмушкинский, Бетькинский, Круглопольский, Боровецкий, Биклянский, Больше-Шильнинский, Верхне-Суксинский, Нижне-Суксинский, Ильбухтинский, Князевский, Калиновский, Мысово-Челнинский, Мелекесский, Мало-Шильнинский, Набережно-Челнинский, Ново-Троицкий, Орловский, Старо-Гардалинский, Сидоровский, Тагаевский, Шильнабашский, Шайтановский). В 1930 году все волости в Татарской АССР были упразднены. На территории волости образован Челнинский район.

## Состав
В состав образованной волости входили 9 населённых пунктов: сёла Мысовые Челны, Бережные Челны, Орловка, Новотроицкое, деревни Сидоровка, Мироновка, Суровка, Шильнебаш, Тогаево.